# 川嶋貴樹
川嶋 貴樹（かわしま たかき、1963年10月 – ）は、日本の防衛官僚。

## 人物
京都府出身。洛星高等学校を経て、早稲田大学政治経済学部卒業。

## 略歴
出典:
- 1987年 防衛庁入庁 長官官房総務課
- 1992年 経理局施設課部員
- 1994年 防衛局調査第1課調査第2班長
- 1996年 総理府国際平和協力本部事務局参事官補佐
- 1998年 情報本部
- 2000年 防衛局調査課調査第1班長
- 2001年 防衛局調査課
- 2002年 長官官房秘書課部員
- 2005年 防衛局調査課情報保全企画室長
- 2005年 長官官房企画官（兼）長官秘書官
- 2007年 内閣官房内閣参事官
- 2009年 人事教育局厚生課長
- 2011年 情報本部情報官
- 2012年 大臣官房秘書課長
- 2014年 大臣官房審議官（併）情報本部副本部長
- 2015年 九州防衛局長
- 2017年 内閣府知的財産戦略推進事務局次長
- 2019年 大臣官房審議官（併）情報本部副本部長
- 2020年 大臣官房政策立案総括審議官
- 2022年  整備計画局長
- 2023年  退官